# Montagny-les-Lanches
Pour les articles homonymes, voir Montagny.
Montagny-les-Lanches est une commune française située dans le département de la Haute-Savoie, en région Auvergne-Rhône-Alpes.

## Urbanisme

### Typologie
Au 1er janvier 2024, Montagny-les-Lanches est catégorisée bourg rural, selon la nouvelle grille communale de densité à sept niveaux définie par l'Insee en 2022.
Elle est située hors unité urbaine. Par ailleurs la commune fait partie de l'aire d'attraction d'Annecy, dont elle est une commune de la couronne,. Cette aire, qui regroupe 79 communes, est catégorisée dans les aires de 200 000 à moins de 700 000 habitants,.

### Occupation des sols
L'occupation des sols de la commune, telle qu'elle ressort de la base de données européenne d’occupation biophysique des sols Corine Land Cover (CLC), est marquée par l'importance des territoires agricoles (86,7 % en 2018), en diminution par rapport à 1990 (88,6 %). La répartition détaillée en 2018 est la suivante : 
zones agricoles hétérogènes (79,3 %), zones urbanisées (8 %), terres arables (6,8 %), forêts (5,3 %), prairies (0,6 %).
L'IGN met par ailleurs à disposition un outil en ligne permettant de comparer l’évolution dans le temps de l’occupation des sols de la commune (ou de territoires à des échelles différentes). Plusieurs époques sont accessibles sous forme de cartes ou photos aériennes : la carte de Cassini (XVIIIe siècle), la carte d'état-major (1820-1866) et la période actuelle (1950 à aujourd'hui).

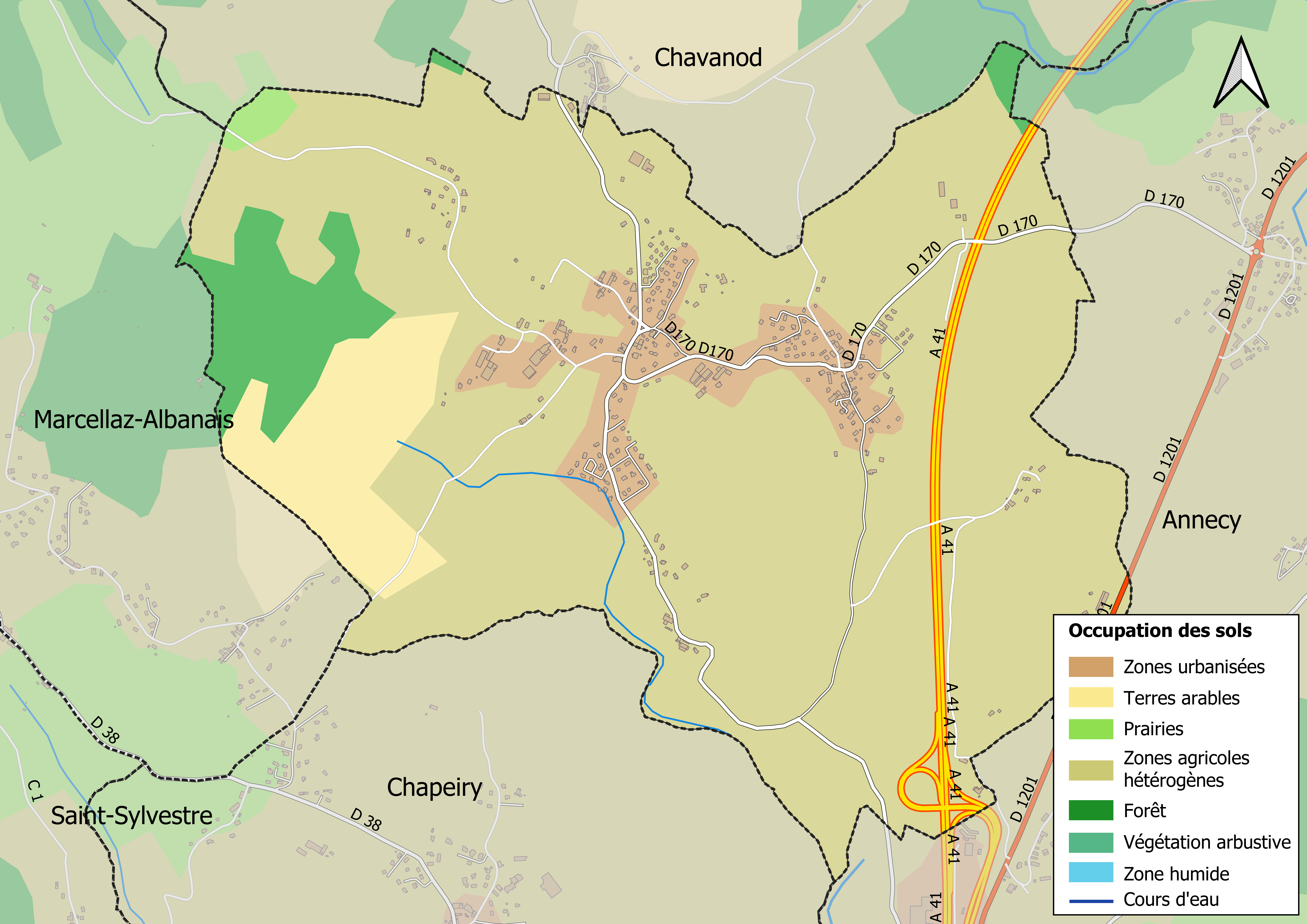
Carte des infrastructures et de l'occupation des sols en 2018 (CLC) de la commune.
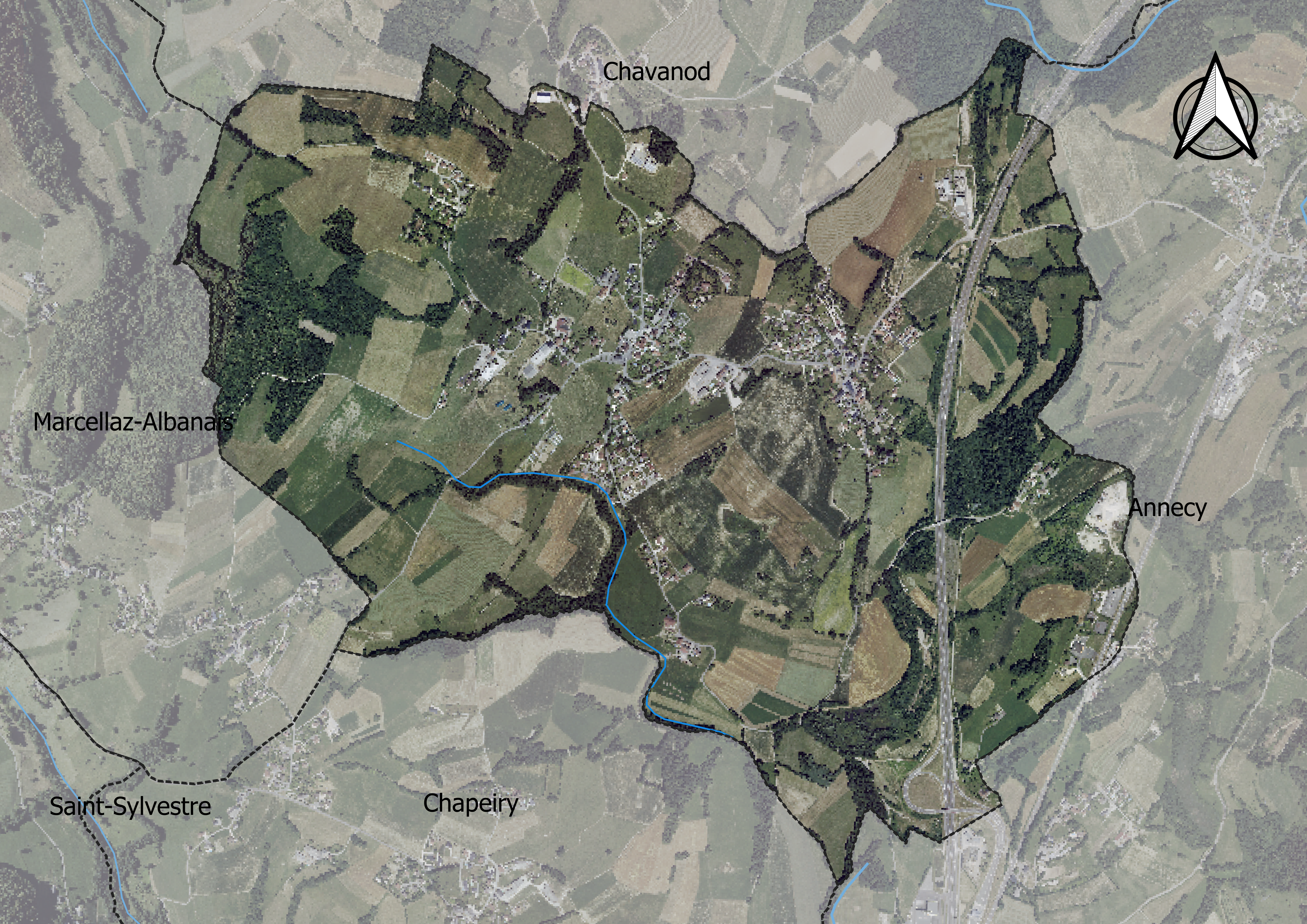
Carte orthophotogrammétrique de la commune.

## Toponymie
La commune de Montagny prend le nom officiel de Montagny-les-Lanches par décret du 10 janvier 1935.
Montagny vient de « montaniacum », domaine « -acum » d'un gallo-romain du nom de Montanius, de l'adjectif montanus, « de la montagne, montagnard ». Le nom de Lanche désigne « un pré ou un pâturage en pente, une lisière de terrain ».
En francoprovençal, le nom de la commune s'écrit Montanyi-lé-Lanshe, selon la graphie de Conflans.

## Politique et administration
| Période                                  | Période   | Identité         | Étiquette | Qualité |
| ---------------------------------------- | --------- | ---------------- | --------- | ------- |
| Les données manquantes sont à compléter. |           |                  |           |         |
| ca 1861                                  |           | Victor Chatelain |           |         |
| Les données manquantes sont à compléter. |           |                  |           |         |
| mars 1977                                | mars 2008 | Raymond Fontaine | ...       | ...     |
| mars 2008                                | En cours  | Monique Pimonow  | ...       | ...     |

## Démographie
Ses habitants sont appelés les Montagnolans.
L'évolution du nombre d'habitants est connue à travers les recensements de la population effectués dans la commune depuis 1793. Pour les communes de moins de 10 000 habitants, une enquête de recensement portant sur toute la population est réalisée tous les cinq ans, les populations de référence des années intermédiaires étant quant à elles estimées par interpolation ou extrapolation. Pour la commune, le premier recensement exhaustif entrant dans le cadre du nouveau dispositif a été réalisé en 2007.

En 2022, la commune comptait 812 habitants, en évolution de +15,67 % par rapport à 2016 (Haute-Savoie : +6,01 %, France hors Mayotte : +2,11 %).
| 1793 | 1800 | 1806 | 1822 | 1838 | 1848 | 1858 | 1861 | 1866 |
| ---- | ---- | ---- | ---- | ---- | ---- | ---- | ---- | ---- |
| 182  | 190  | 188  | 214  | 273  | 234  | 241  | 245  | 265  |

| 1872 | 1876 | 1881 | 1886 | 1891 | 1896 | 1901 | 1906 | 1911 |
| ---- | ---- | ---- | ---- | ---- | ---- | ---- | ---- | ---- |
| 268  | 268  | 258  | 261  | 261  | 246  | 247  | 231  | 210  |

| 1921 | 1926 | 1931 | 1936 | 1946 | 1954 | 1962 | 1968 | 1975 |
| ---- | ---- | ---- | ---- | ---- | ---- | ---- | ---- | ---- |
| 191  | 198  | 194  | 194  | 162  | 155  | 158  | 186  | 233  |

| 1982 | 1990 | 1999 | 2006 | 2007 | 2012 | 2017 | 2022 | - |
| ---- | ---- | ---- | ---- | ---- | ---- | ---- | ---- | - |
| 260  | 346  | 369  | 515  | 535  | 655  | 705  | 812  | - |

## Culture et patrimoine locale

### Personnalités liées à la commune
- Alain Bertoncello, 28 ans, militaire tué au Burkina Faso lors de l’opération de libération d'otages, durant la nuit du 9 au 10 mai 2019.

### Lieux et monuments
- Église Saint-Maurice (1882-1884), construite sous le mandat de Victor Chatelain en 1861 et conçue par Camille Ruphy[14], dans un style néo-gothique. C'est ici qu'ont été célébrées les funérailles du maître Alain Bertoncello le 18 mai 2019, cérémonie retransmise par les médias télévisuels[15].